# Nisim Eli'ad
Nisim Eli'ad (hebrejsky נסים אליעד, rodným jménem נסים אמסלם, Nisim Amsalem; 1. července 1919 – 15. listopadu 2014) byl izraelský politik a poslanec Knesetu za stranu Nezávislí liberálové.

## Biografie
Narodil se ve městě Tiberias. Absolvoval Hebrejskou univerzitu (obor orientální studia, biblická studia, židovské dějiny). Dále studoval právní školu a získal osvědčení pro výkon profese právníka.

## Politická dráha
V mládí byl aktivní v hnutí Makabi, Bejtar a angažoval se v mládežnické organizaci strany Mapaj. V roce 1950 se přidal k Pokrokové straně. Byl členem předsednictva a výkonného výboru Světové sionistické organizace a členem výkonného výboru odborové centrály Histadrut.
V izraelském parlamentu zasedl poprvé po volbách v roce 1965, do nichž šel za Nezávislé liberály. Mandát ale získal až dodatečně, v prosinci 1968, jako náhradník. Byl členem výboru pro vzdělávání a kulturu a výboru pro záležitosti vnitra. Za Nezávislé liberály se dočkal zvolení i ve volbách v roce 1969. I tentokrát ale mandát obdržel až dodatečně, v prosinci 1969, jako náhradník za Mošeho Kola. Byl opět členem výboru pro vzdělávání a kulturu a výboru pro záležitosti vnitra. Na kandidátce Nezávislých liberálů pak do Knesetu pronikl po volbách v roce 1973, znovu jako náhradník za Moše Kola. Mandát získal až v březnu 1974. Nastoupil do parlamentního výboru pro záležitosti vnitra a životního prostředí a výboru pro ústavu, právo a spravedlnost. Ve volbách v roce 1977 mandát neobhájil.